# Nephepeltia leonardina
Nephepeltia leonardina là loài chuồn chuồn trong họ Libellulidae. Loài này được Rácenis mô tả khoa học đầu tiên năm 1953.